# L'hotel New Hampshire
Hotel New Hampshire (títol original en anglès: The Hotel New Hampshire) és una pel·lícula del 1984, dirigida per Tony Richardson, basada en la novel·la homònima de John Irving. Ha estat doblada al català.

## Argument
La pel·lícula explica la història de l'estranya família Berry; el patriarca Win decideix gestionar un hotel amb la participació de tots els membres de la família. Després d'algunes dificultats inicials, el seu negoci tindrà èxit. A l'hotel, tenen lloc tot d'històries familiars complexes, incloent baralles, amor i despit. John i Frannia que viuen una relació incestuosa, estant enamorat l'un de l'altre; Frank ha de lidiar amb els seus impulsos homosexuals, a més de donar vida a la història, hi ha l'avi extravagant i un gos anomenat Dolor, que pateix de flatulència. Entre el drama i les aventures tragicòmiques, la família serà capaç d'obrir un nou hotel a Viena.

## Repartiment
- Rob Lowe: John Berry
- Jodie Foster: Frannie Berry
- Paul McCrane: Frank Berry
- Beau Bridges: Mr. Win Berry
- Lisa Banes: Mrs. Berry
- Jennifer Dundas: Lilly Berry
- Seth Green: 'Egg' Berry
- Wally Aspell: Hotel Manager
- Nastassja Kinski: Susie
- Joely Richardson: cambrera